# NGC 7571
NGC 7571 = NGC 7597 ist eine Linsenförmige Galaxie vom Hubble-Typ S0  im Sternbild Pegasus nördlich des Himmelsäquators. Sie ist schätzungsweise 511 Millionen Lichtjahre von der Milchstraße entfernt und hat einen Durchmesser von etwa 150.000 Lichtjahren.
Im selben Himmelsareal befinden sich u. a. die Galaxien NGC 7578, NGC 7588, NGC 7598, NGC 7602.
Das Objekt wurde am 23. Oktober 1864 vom deutschen Astronomen Albert Marth entdeckt.